# Dymasius fulvescens
Dymasius fulvescens är en skalbaggsart som beskrevs av Charles Joseph Gahan 1894. Dymasius fulvescens ingår i släktet Dymasius och familjen långhorningar.
Artens utbredningsområde är Burma. Inga underarter finns listade i Catalogue of Life.